# Pimpinella pimpinellisimulacrum
Pimpinella pimpinellisimulacrum är en flockblommig växtart som först beskrevs av Farille och S.B.Malla, och fick sitt nu gällande namn av Farille. Pimpinella pimpinellisimulacrum ingår i släktet bockrötter, och familjen flockblommiga växter. Inga underarter finns listade i Catalogue of Life.